# Nahe (dopływ Renu)

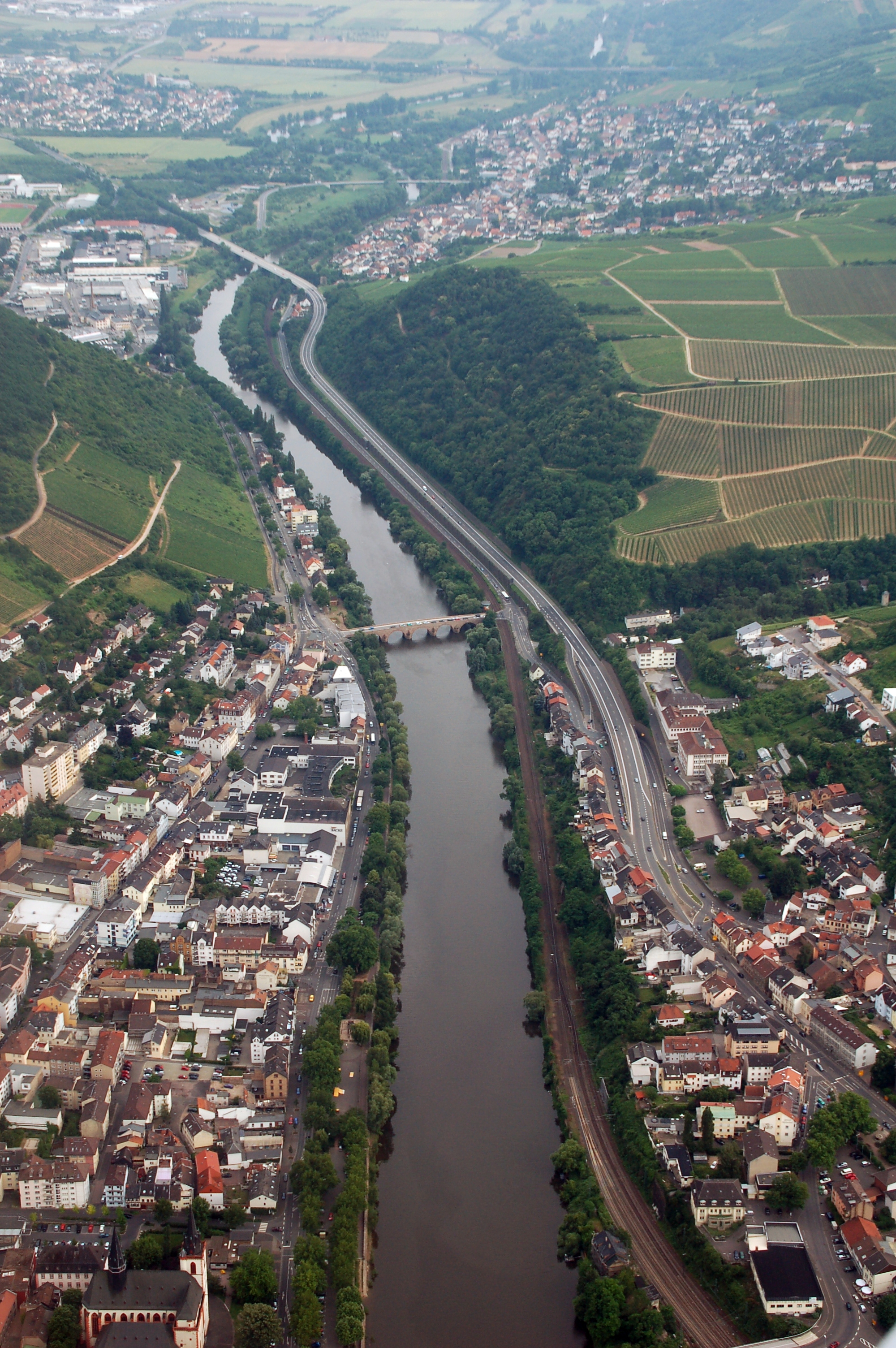
Nahe z lotu ptaka (koło Bingen am Rhein)

Nahe – rzeka w zachodnich Niemczech, przepływająca przez kraje związkowe Nadrenię-Palatynat i Saarę, lewy dopływ Renu. Jej długość wynosi 116 km, a powierzchnia dorzecza – ok. 4 tys. km². Wypływa w górach Hunsrück, a do Renu wpada w Bingen am Rhein. Główne miasta nad nią leżące to: Idar-Oberstein, Kirn, Bad Kreuznach i Bingen am Rhein.